# Les Fleurs des Maladives
I les Fleurs des Maladives sono un gruppo musicale italiano proveniente da Como. Il loro stile è caratterizzato da una matrice prevalentemente rock con contaminazioni di tipo cantautorale e teatrale dando molta importanza al contenuto e all'espressività dei testi . La band è conosciuta anche con il nickname Fiorellastri, nato ed usato prevalentemente sul web e i social-network.

## Storia del gruppo
Dopo una prima fase embrionale ed una demo piaciuta a Mauro Pagani, il lavoro discografico dei Fleurs inizia nel 2007 con Antinomìe EP che contiene 4 brani totalmente autoprodotti.
Ad inizio 2008 la cantante Nada decide di fare una reinterpretazione della loro canzone Novembre inserendola nella sua tournée dei teatri italiani dal titolo Il mio cuore umano dove presenta, oltre alle sue canzoni, anche brani di altri cantautori italiani quali Piero Ciampi, il brano è stato inserito come canzone di chiusura del suo album dal vivo del 2008 Stazione Birra prodotto da Lucio Fabbri, contenente due inediti uno di questi appunto la canzone del gruppo. Nada ha espressamente voluto avere per le registrazioni in studio il gruppo mantenendo l'arrangiamento "originale" del pezzo. A novembre 2008 escono singolo e videoclip di Novembre che portano Nada e les Fleurs des Maladives in giro per l'Italia per concerti, showcase ed esibizioni radiofoniche e televisive, l'ultima delle quali a Scalo 76, Rai2.
Nel 2010, contestualmente ad alcuni cambi di formazione, la band firma con l'etichetta ZetaFactory di Carpi (MO) e comincia a lavorare al suo primo album uscito il 12 novembre del 2013 con il titolo MEDIOEVO! ed anticipato dal singolo e title track Medioevo il cui videoclip, realizzato in collaborazione con il gruppo Matriosca Video, riscuote un ottimo consenso e visibilità.
Nel 2014 e nel 2016 sono una delle band selezionate per partecipare al contest del Concerto del Primo Maggio di Roma rispettivamente con i brani Medioevo e Amoxicillina, inclusi nella compilation ufficiale della manifestazione . La canzone Dharamsala che tratta del genocidio tibetano, è stata scelta e premiata da Amnesty International in occasione festival Voci per la libertà che seleziona ogni anno brani provenienti da tutta Italia aventi per tema quello dei diritti umani . Ad ottobre esce Amoxicillina, secondo singolo estratto dal disco, con un videoclip di fortissimo impatto, per la regia di Francesco Collinelli, lanciato in esclusiva per Rockerilla .
A fine 2015, dopo quasi due anni di tour promozionale, la band si ferma con l'attività live per mettersi al lavoro sul secondo album sotto la produzione artistica di Max Zanotti (Deasonika, Rezophonic, Casablanca).

## Significato ed etimologia del nome
Il termine "Maladives" fa riferimento all'aggettivo francese "maladif" (in questo caso sostantivizzato al plurale femminile) ovvero "malsano", "morboso". Questo prende origine dalla dedica iniziale a I fiori del male scritta da Charles Baudelaire a Théophile Gautier in cui il poeta dice di voler dedicare al suo mentore proprio "questi fiori malsani" ("ces fleurs maladives" poiché in francese "fleur" è un sostantivo femminile), facendo riferimento ovviamente alla sua raccolta di poesie. Non esiste quindi una traduzione corretta del nome del gruppo (che letteralmente potrebbe essere "i fiori delle cose malsane", "i fiori delle malsanità"), piuttosto ognuno può dare la sua libera interpretazione del significato: da qui "fiorellastri".

## Formazione
- Davide Noseda: voce, chitarra, testi
- Ugo Canitano: basso e cori
- Alberto Maccarrone: batteria e percussioni

## Discografia

### EP
- 2007 - Antinomìe EP (autoproduzione)

### Album
- 2013 - MEDIOEVO! (Zeta Factory)
- 2017 - Il Rock è morto (Ostile Records / Believe)